# 平清子
平 清子（たいら の きよこ/せいし、久安2年（1146年） - 治承2年7月16日（1178年8月30日））は平安時代末期の女性。平時信の娘。母は滋子と同母で藤原顕頼の娘とされる。平宗盛の正室。高倉天皇の乳母。従三位中納言典侍。

## 経歴
異母姉である平時子の子で、甥にあたる平宗盛の正室となる。仁安元年（1166年）、憲仁親王（のちの高倉天皇）の乳母となった。同年4月6日には従五位上叙位。4月23日の賀茂祭では勅使を務める。12月4日には正五位下に昇叙される。仁安3年（1168年）、親王が即位した年に典侍となる。
承安元年（1171年）に嫡男・清宗を出産。治承2年（1178年）に再び懐妊するが、同年7月16日に急逝。享年33。死因は腫物の悪化という。宗盛は深く悲しみ右大将を辞任した。